# Gipslöcher
Gipslöcher är ett naturskydds- och karstområde i Österrike.   Det ligger i distriktet Bludenz och förbundslandet Vorarlberg, i den västra delen av landet.
Trakten runt Gipslöcher består i huvudsak av gräsmarker. Runt Gipslöcher är det ganska glesbefolkat, med 47 invånare per kvadratkilometer.